# Свети Никола (Опеница)
Вижте пояснителната страница за други значения на Свети Никола.
„Свети Никола“ (на македонска литературна норма: „Свети Никола“) е средновековна църква в охридското село Опеница, Северна Македония. Църквата е част от Охридското архиерейско наместничество на Дебърско-Кичевската епархия на Македонската православна църква – Охридска архиепископия.
Църквата е изградена в 1924 година в центъра на селото. Църквата била построена първоначално в края на XIX век от баща, чието дете се спасило от удавяне в селската река. Църквата и покривът ѝ са реконструирани в 2000 година. Старата живопис е свалена и от 2005 година има нова живопис дело на Драган Ристески от Охрид. В селото има и параклис „Свети великомъченик Георги“. През юни 2008 година църквата е осветена.